# John Andru
John Samuel Andru (Toronto, 20 novembre 1932 – 15 marzo 2003) è stato uno schermidore canadese.

## Biografia
Ha partecipato ai Giochi della XVIII Olimpiade di Tokyo nel 1964 ed ai Giochi della XIX Olimpiade di Città del Messico nel 1968.

## Palmarès
In carriera ha conseguito i seguenti risultati:
- Giochi Panamericani:

Chicago 1959: bronzo nella sciabola a squadre e nel fioretto a squadre.
Winnipeg 1967: bronzo nella sciabola a squadre.